# Ulricehamns distrikt
Ulricehamns distrikt är ett distrikt i Ulricehamns kommun och Västra Götalands län. 
Distriktet ligger i och omkring Ulricehamn. 

## Tidigare administrativ tillhörighet
Distriktet inrättades 2016 och utgörs av området som före 1971 utgjorde Ulricehamns stad som 1938 införlivade Brunns socken och Vists socken. 
Området motsvarar den omfattning Ulricehamns församling hade 1999/2000 och fick 1938 efter införlivning av socknarnas församlingar.